# Lijst van beelden in Woudrichem
Dit is een (onvolledige) chronologische lijst van beelden in Woudrichem. Onder een beeld wordt hier verstaan elk driedimensionaal kunstwerk in de openbare ruimte van de voormalige Nederlandse gemeente Woudrichem, waarbij beeld wordt gebruikt als verzamelbegrip voor sculpturen, standbeelden, installaties, gedenktekens en overige beeldhouwwerken.
Voor een volledig overzicht van de beschikbare afbeeldingen zie de categorie Beelden in Woudrichem op Wikimedia Commons.
| Geplaatst | Omschrijving                  | Kunstenaar             | Straat                         | Plaats     | Materiaal   | Afbeelding |
| --------- | ----------------------------- | ---------------------- | ------------------------------ | ---------- | ----------- | ---------- |
| 1606      | In den Salamander (relief)    |                        | Hoogstraat                     | Woudrichem |             |            |
| 1838      | Sint Johannes Nepomuk         |                        | Vissersdijk                    | Woudrichem |             |            |
| 1904      | Scheiding Maas en Waal        |                        | Wilhelminasluis                | Andel      | graniet     |            |
| 1977      | Jan Claesen                   |                        | Kerkstraat                     | Woudrichem |             |            |
| 1979      | De Zalmvisser                 | Ton Koops              | Rijkswal                       | Woudrichem | brons       |            |
| 1982      | Spelende Kinderen             | Ton Koops              | Molenstraat                    | Almkerk    | brons       |            |
| 1984      | Fantasiedier                  | Ton Koops              | Oudendijk                      | Woudrichem | brons       |            |
| 1984      | Jacoba van Beieren            | Jaap Hartman           | Rijkswal                       | Woudrichem |             |            |
| 1985/2002 | De Zalmvisser                 | Engel Berm             | Arsenaal                       | Woudrichem |             |            |
| 1985      | Vleugels                      | Ton Koops              | Almweg                         | Giessen    |             |            |
|           | Samenheid                     | Ton Koops              | Wethouder de Joodeweg          | Woudrichem | brons       |            |
| 1987      | Gemeenschap                   | Ton Koops              | Lijsterplein                   | Andel      | cortenstaal |            |
|           | Victor van Marseille (relief) |                        | Rijkswal, Molen 'Nooit Gedagt' | Woudrichem |             |            |
| 1996      | Boerenfamilie                 | Jaap Hartman           | Voorstraat                     | Almkerk    |             |            |
| 2006      | Pieter Verhagen               | Jaap Hartman           | Rijkswal / Molenstraat         | Woudrichem |             |            |
| 2016      | Het verstilde Landschap       | Harmke Koning          | Doorneseweg / Sportlaan        | Almkerk    |             |            |
| 2017      | Altenahove                    | Richard van der Koppel | Rivierenland                   | Almkerk    | staal       |            |
|           | Wapenrelief                   |                        | Brugdam                        | Almkerk    |             |            |